# إليزابيث بويد
إليزابيث بويد (بالإنجليزية: Elizabeth Boyd)‏ (1727 - 1745)؛ كاتِبة وشاعرة بريطانية.